# Tragtier

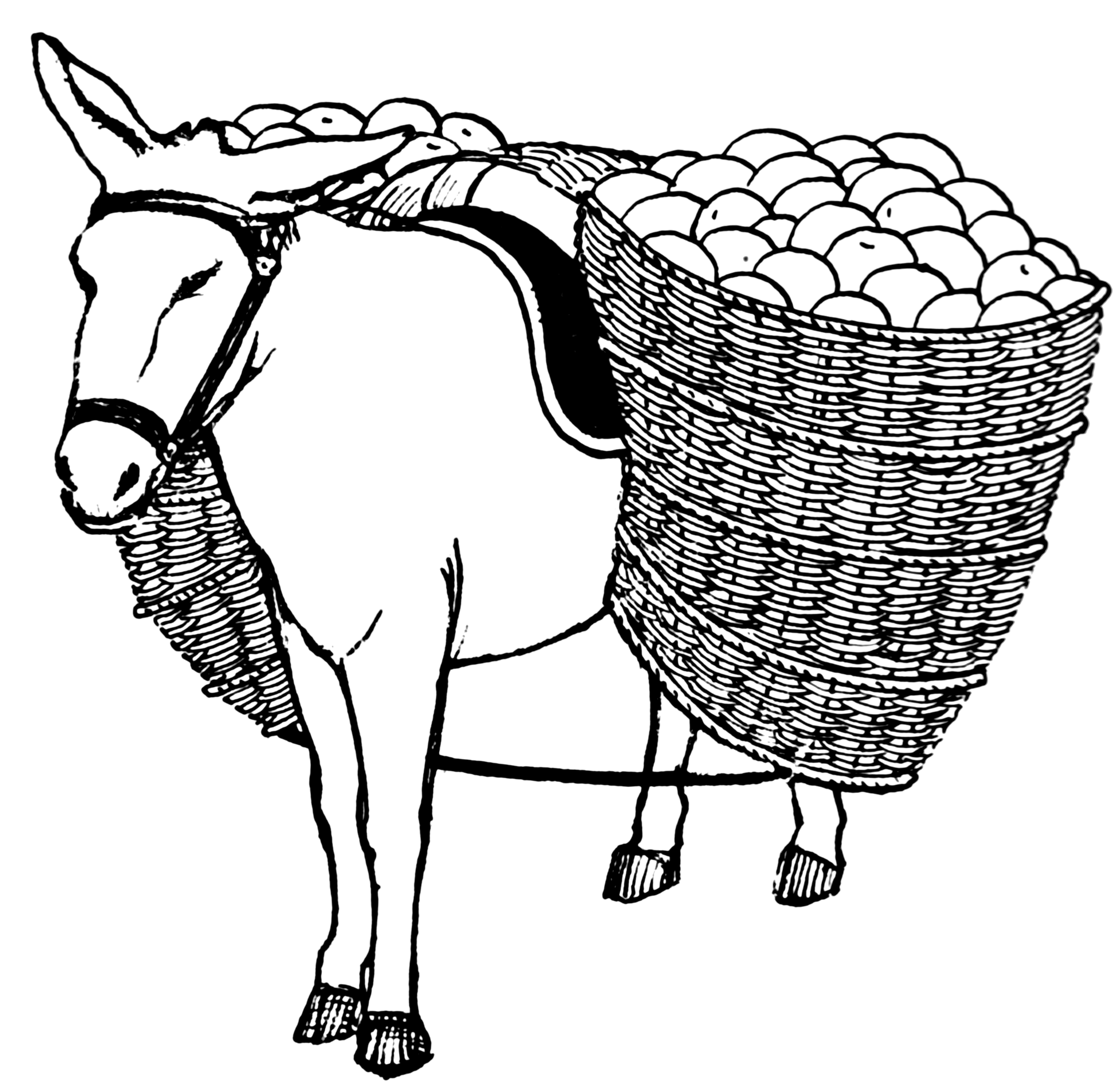
Esel mit Gepäck

Tragtiere, Lasttiere oder Packtiere sind Nutztiere, die zum Tragen von Lasten verwendet werden, vor allem in unwegsamen Gegenden, die für Fahrzeuge ungeeignet sind. Der Begriff bezieht sich in Europa primär auf alle gezähmten Equiden wie Esel, Pferd, Pony, Maulesel, Maultier bzw. die Packziege.
Neben dem Tragen von Lasten zur Lebenserhaltung, wie z. B. Wassertransport in Wüsten und Trockengebieten mit Hilfe von Eseln, Warentransport mit Dromedarkarawanen etc. findet sich heute mehr und mehr im Freizeitbereich die neue Nutzung von Tragtieren für den Transport von Ausrüstung (Zelte, Schlafsäcke, Campingzubehör), Kleidung und Lebensmitteln auf längeren Wanderungen über große Distanzen. Für diese Form der Tragtiernutzung werden zum einen die in Europa schon lange genutzten Tierarten herangezogen, aber auch Lamas, die in den Andenregionen als Tragtier unentbehrlich sind, sowie Ziegen, deren moderne Nutzung in den USA und Europa erst wieder in den 1980er Jahren begann, die als Tragtiere jedoch schon weitaus früher nachgewiesen werden können.

## Geschichte
Im Frühneolithikum entstanden mit der Ausbeutung tierischen Potentials durch Domestikationen erweiterte logistische Möglichkeiten. Diese Tiere waren zunächst Jagdbeute, in domestizierter Form blieben sie zuerst Fleischtiere und wurden dann zu Pack-, später auch Zug- und letztlich Reittier. Wann Tragtiere erstmals eingesetzt wurden, lässt sich nicht feststellen, da frühe Funde von Packeinrichtungen wie dem Sagma (altgriech. Packsattel) fehlen. Ungeklärt bleibt, ob man den bis 15 kg lastentragenden Hund schon frühzeitig als Packtier einsetzte.
Mit dem Rind wurde spätestens im 9. Jahrtausend v. Chr. ein Arbeitstier domestiziert, das Gewichte bis 100 kg trug. Durch spätere Domestikationen kamen Trampeltier (250 kg; 35 km/Tag), Dromedar (150 kg; 50 km/Tag), Pferd (150 kg; 30 km/Tag), Esel (90 kg; 25 km/Tag), Alpaka (50 kg; 25 km/Tag), Lama, Gaur, Rentier, sowie Yak und Zebu hinzu, die in unwegsamen Gegenden heute noch als Trag-, Reit- bzw. Zugtier im Einsatz sind. In früheren Zeiten wurden auch Elefanten als Tragtiere genutzt. Für den Einsatz als Tragtier bedarf es einer mehrwöchigen Ausbildung, bei der dieses Vertrauen zum Tragtierführer fassen muss und der Tragtierführer die Eigenschaften des Tragtiers kennenlernt.

## Packhorsetrails

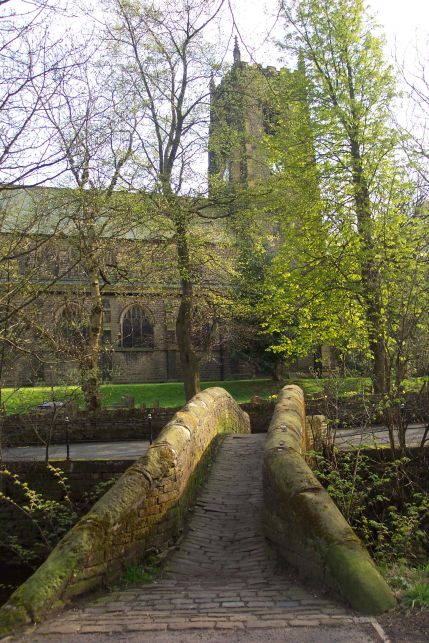
Marsden Packhorse Bridge

Ein charakteristisches Merkmal der Pennines in England ist ihr altes Netz an Packtierpfaden, auf denen seit dem Frühmittelalter bis in die frühe Neuzeit Salz transportiert wurde. Auf den Saumpfaden gab es schmale Packhorse-Bridges (Brücken) wie die Packhorse Bridge in Wycoller.
Auch im 21. Jahrhundert bestehen in entlegenen Gebirgsregionen – etwa in entlegenen Gebieten des Himalaya in Nepal und im Bhutan – ein weites Netz an Eselspfaden, auf denen mit Packtieren und zu Fuß Güter transportiert werden.

## Militärische Nutzung

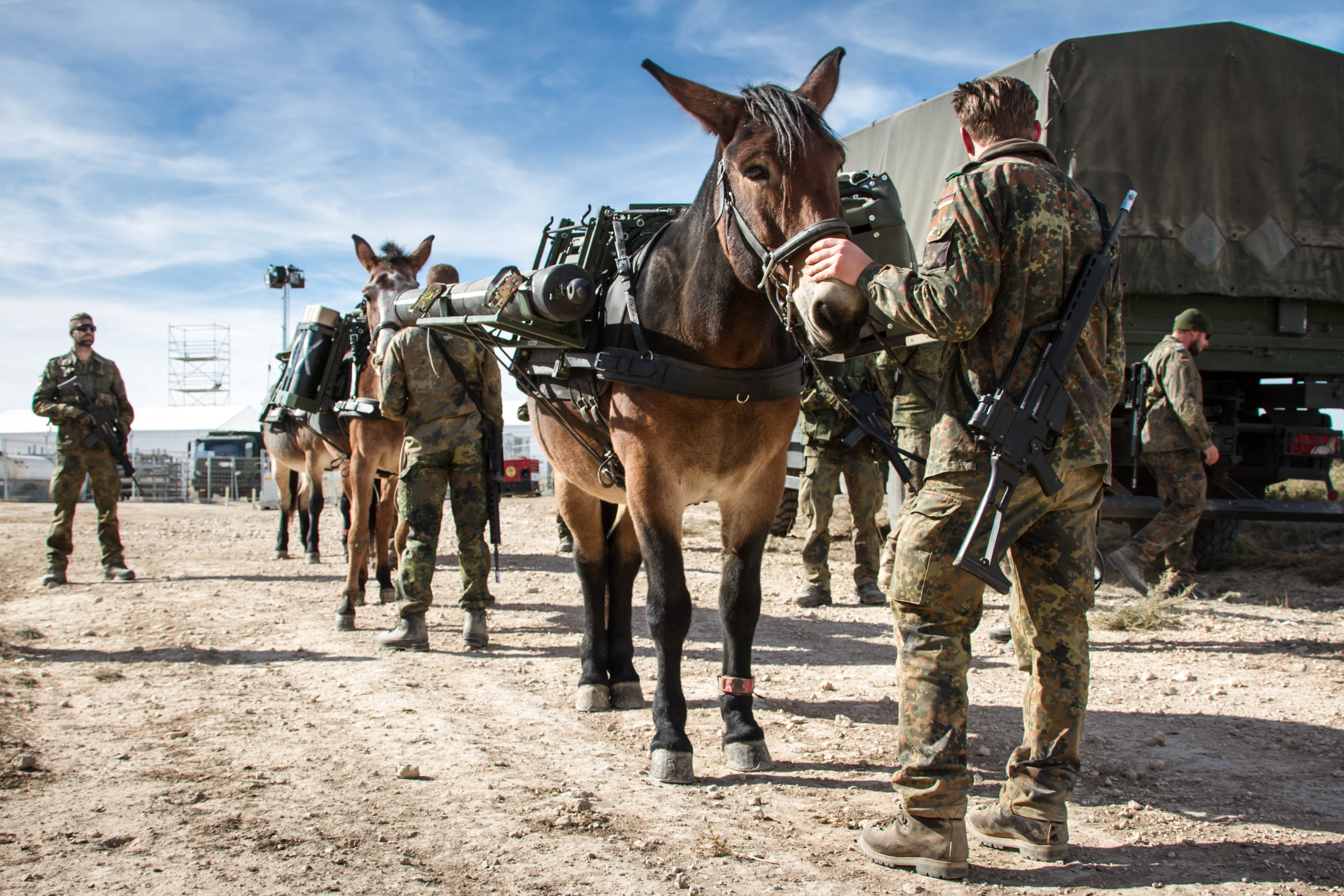
Maultier als Teil des NATO-Großmanövers Trident Juncture, 2015

Militärisch werden als Tragtiere meist Maultiere, auch als Mulis bezeichnet, bei den Gebirgstruppen eingesetzt. Geschichtlich wurden Trag- und Zugtiere in großem Umfang noch im Zweiten Weltkrieg sowohl von der Wehrmacht auf allen Kriegsschauplätzen als auch von den britischen und amerikanischen Streitkräften im Burmafeldzug und in Italien eingesetzt. Besondere Einsatzräume waren für die Wehrmacht das Gebirge des Kaukasus und der finnische Einsatzraum bei der Unternehmen Silberfuchs. 
Streitkräfte, die noch über Tragtiereinheiten verfügen, sind die Gebirgstruppe der Bundeswehr, speziell im Einsatz- und Ausbildungszentrum für Tragtierwesen 230, französische Chasseurs alpins, italienische Alpini, die Gebirgstruppe Österreichs, Schweizer Gebirgsinfanteriebrigaden, Gebirgstruppen in Peru und Chile.
Die US Army und das US Marine Corps wollen die Fähigkeit des Lastentransports mit Tragtieren durch autonome Lauf-Lastenroboter ersetzen. Das US-Unternehmen Boston Dynamics entwickelte dafür ab 2009 das Legged Squad Support System LS 3 AlphaDog, das mit einem Verbrennungsmotor angetrieben wird. Das Projekt wurde 2015 gestoppt. Nachteilig waren Lärm, Reparaturaufwand und der Umstellungsaufwand für Patrouillen.

## Einsatz in Sozial- und Entwicklungshilfeprojekten
In Ländern, wo Esel und andere Tragtiere eingesetzt sind dieser Tiere in Sozial- und Entwicklungshilfeprojekten eingesetzt worden, beispielsweise in Uganda. Viele der Ärmsten, oft Frauen, müssen täglich über lange Strecken große Mengen Wasser tragen. Ein Tragtier entlastet sie von dieser physisch belastenden und zeitintensiven Arbeit und ermöglicht ihnen zugleich eine wirtschaftliche Existenz.
Die in Deutschland gegründete Esel-Initiative schenkt alleinerziehenden Frauen in Nepal (vormals auch in Eritrea) zu diesem Zweck ein Tragtier oder Milchtier. Die Tragtiere werden zum Holz-, Wasser- und Warentransport genutzt, ihr Dung unterstützt den Gemüseanbau. Dies soll zugleich den Kindern den Schulbesuch zu ermöglichen – auch für Mädchen, denen der Schulbesuch oft verwehrt wird. Vorwiegend werden weibliche Tiere eingesetzt, um den Familien zugleich die Aufzucht von Jungtieren zu ermöglichen.
In Sambia wurden mehrere Projekte initiiert, um armen Bauern die Finanzierung eines Esels zu ermöglichen. Teils werden die Esel dort als Tragtiere eingesetzt, teils zur Feldarbeit.